# Biografielijst Dy

## Dyc

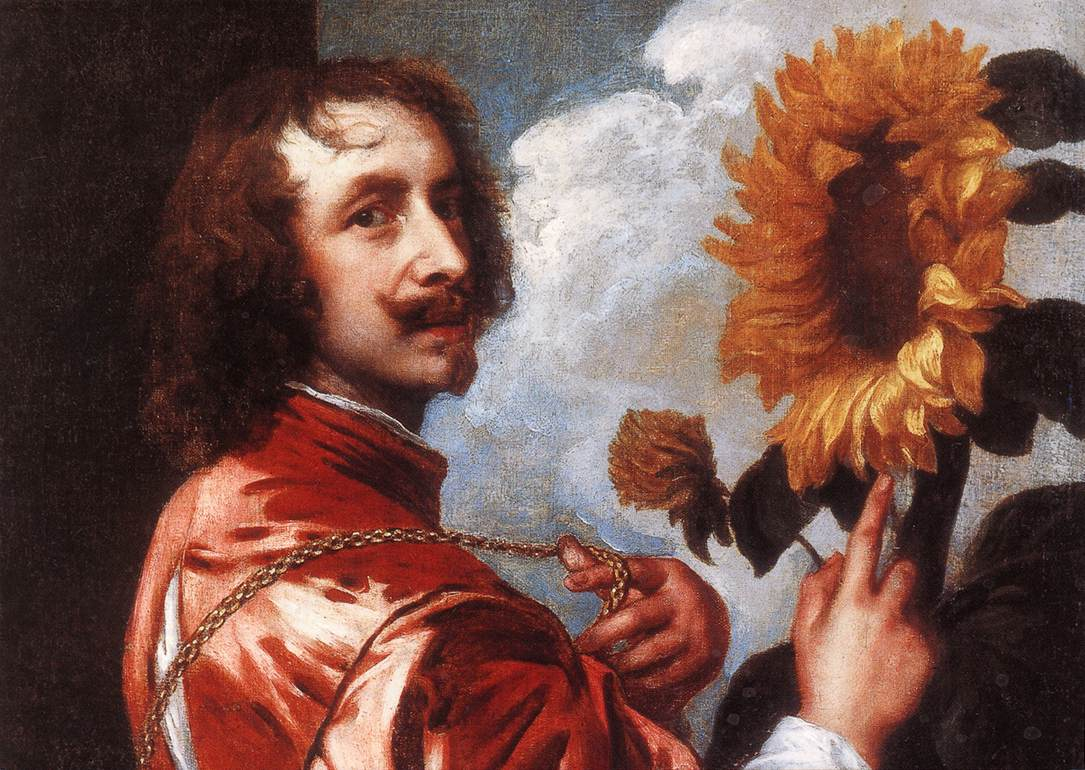
Anthony van Dyck

- Antoon van Dyck (1599-1641), Vlaams kunstschilder
- Jennifer Van Dyck (1962), Schots actrice
- Linda van Dyck (1948-2023), Nederlands actrice

## Dye
- Amelia Dyer (1837-1896), Brits moordenares

## Dyk
- Ian Dyk (1985), Australisch-Nederlands autocoureur
- Jerry Van Dyke (1931-2018), Amerikaans komiek en acteur
- Waling Dykstra (1821-1914), Fries schrijver

## Dyl
- Bob Dylan (1941), Amerikaans musicus (Robert Allen Zimmerman)

## Dyn
- Dynamite Kid (Thomas Billington) (1958-2018), Engels professioneel worstelaar
- Ms. Dynamite (1981), Brits zangeres

## Dyr
- Erik Dyreborg (1940-2013), Deens voetballer
- Niklas Dyrhaug (1987), Noors langlaufer
- Trine Dyrholm (1972), Deens acteur en zangeres
- Gustaf Dyrsch (1890-1974), Zweeds ruiter

## Dys
- Rob Dyson (1946), Amerikaans autocoureur